# Медресе Ислам-ходжа
Медресе́ Исла́м-ходжа́ (узб. Islomxoʻja madrasasi / Исломхўжа мадрасаси) — медресе в Хиве, расположенный в центре цитадели Ичан-Кала, часть комплекса Ислам-ходжа, вместе с одноимённым минаретом.
Строительство медресе и минарета Ислам-ходжа было начато в 1908 году, по инициативе свёкра и главного визиря правителя Хивинского ханства Асфандияр-хана — Ислам-ходжой. В строительстве медресе и минарета участвовали известный зодчий Худойберган Хаджи, а также искусные наккаши (создатели узоров) Эшмухаммад Худойбердиев и Болта Воисов. Строительство обоих объектов было завершено к 1910 году.
Медресе состоит из 42 худжр (маленьких комнат) и большого купольного зала. Контрастные комбинации архитектурных форм на небольшой территории дают представление о мастерстве зодчих. Михраб украшен майоликой и резьбой по ганчу. Стены украшены глазурью и изразцами.